# Bernhard Schobinger
Bernhard Schobinger (* 18. Januar 1946 in Zürich) ist ein Schweizer Goldschmied, Objektkünstler und Plastiker. Er ist einer der provokativsten, kritischsten und künstlerisch inspirierendsten Schmuckkünstler der Gegenwart.

## Leben und Werk
Bernhard Schobinger besuchte 1967/1963 die Kunstgewerbeschule Zürich. Anschliessend absolvierte er bis 1967 eine Goldschmiedelehre in Zürich. 1968 machte er sich selbstständig und eröffnete eine eigene Werkstatt mit Galerie. 1969 heiratete er Annelies Štrba.
Bernhard Schobinger interpretiert das Schmuckstück als Zeitzeugen unserer Gesellschaft. So nutzt er Fundobjekte, unterzog Meteorgestein, Knochen, Blitzableiter und Metallfragmente im Verbund mit Gold, Silber und Edelsteinen einer fundamentalen Veränderung. Schobinger erhielt für seine Werke zahlreiche Preise, so 1970, 1971 und 1972 den Eidgenössischen Preis für Gestaltung und 2007 den Schweizer Grand Prix Design. 2016 lehnte Bernhard Schobinger den international renommierten deutschen Goldenen Ehrenring wegen dessen Nazi-Vergangenheit ab. 
Lehraufträge führten ihn in die USA, nach England, Deutschland, Italien, Holland und Japan. Seine Arbeiten wurden in zahlreichen Ausstellungen im In- und Ausland präsentiert und mehrfach ausgezeichnet. Zahlreiche seiner Objekte befinden sich in renommierten Sammlungen.